# 田漚
田漚（16世紀—17世紀），號石臺，湖廣黃州府蘄州人，明朝政治人物。

## 生平
田漚是天啟四年（1624年）湖廣鄉試舉人，崇禎十年（1637年）任孝豐知縣，剛到任就除去數名貪吏，屬下畏懼如神，當地漕運與絲綢賦役繁劇，絲綢尤為重擔，人民往往傾家蕩產也不能償足，他劃定均役法，令入學讀書者得免除繇役，其餘人民也以勞勳劃分役數，讓人民感恩戴德；旱災時他在太陽下跪禱，跪得兩膝腫脹，大雨才降下，又釋放冤獄、實行善政，餘暇與士子談論經書，離任時老幼攀轅送別，哭得如失去慈母，編修曹勳寫下去思碑。

## 引用
1. 1 2  乾隆《蘄州志·卷九·選舉》：天啟 甲子（舉人） 田漚 孝豐知縣
2. ↑  光緒《孝豐縣志·卷五·職官志》：田漚，號石臺，湖廣蘄州人，明崇禎十年以舉人為孝豐令，甫下車除大蠧胥數輩，吏畏如神，東南劇役苦漕與絲，豐民苦絲甚於苦漕，往往蕩產不足償，而吏胥復因緣為奸，民不堪焉，漚苦心擘畫定均役法，使列膠庠者得優免，而餘亦勞黴等，民甚德之；頻年旱跪禱日火中，兩膝為腫皆以誠感得沛澤，其雪㐲獄、勤善政，悉殫心為之，公暇與士子晰經論古，諄諄如誨子弟，去之日老幼送者闐城郭攀轅，流涕如失慈母，編修曹勳以民請作去思碑 未祀 。
3. ↑  同治《湖州府志·卷六十三·名宦錄》：田漚，號石臺，湖廣蘄水人，崇禎十年知孝豐，甫下車除猾蠧數輩，邑苦徭役，為定均役法勞逸相等，吏不得因緣為奸，值歲旱，漚葛衣路禱，甘雨立沛，訓士民如親子弟，去任日相送於道者百里 曹勳《田侯去思碑》 。